# Ставенхаген, Родольфо
Родольфо Ставенхаген (исп. Rodolfo Stavenhagen, 29 августа 1932, Франкфурт-на-Майне, Веймарская Республика — 5 ноября 2016, Мехико, Мексика) — мексиканский социолог, один из крупнейших теоретиков зависимого развития. В 2001 г. Комиссией по правам человека ООН он был назначен первым специальным докладчиком по проблемам коренных народов.

## Биография
В 1940 году переехал в Мексику, когда его семья бежала из Германии в связи с принятием антисемитских расовых законов. Учился в Чикагском университете и Национальной школе антропологии и истории (Escuela Nacional de Antropología e Historia) в Мехико, прежде чем защитил свою диссертацию и получил степень PhD в Сорбонне.